# Tentativă
În dreptul penal, tentativa constă în punerea în executare a intenției de a săvârși infracțiunea, executare care a fost însă întreruptă sau nu și-a produs efectul.
Condițiile pentru ca o infracțiune să fie tentativă:
1. să existe hotărârea de a comite infracțiunea
2. actul de executare să fie întrerupt
3. sau să nu se producă efectul dorit
Tentativa va exista doar în cazul infracțiunilor comise cu intenție, căci doar în această situație se poate spune că există o încercare de a produce rezultatul. Autorul nu își propune să comită o simplă tentativă ci întotdeauna are în vedere infracțiunea consumată.
Tentativa se sancționează cu o pedeapsă cuprinsă între jumătatea minimului și jumătatea maximului prevăzut de legea pentru infracțiunea consumată, fără ca minimul să fie mai mic decât minimul general.
Exemplu: 
- dacă pentru o faptă legea prevede o pedeapsă cu închisoarea între 10 și 20 ani, tentativa se va sancționa cu o pedeapsă cuprinsa între 5 și 10 ani.
- în situația detențiunii pe viață, în caz de tentativă se aplică o sancțiune de 10-25 ani.
- dacă legea prevede pedepse alternative, instanța se decide întăi care sancțiune ar fi aplicat dacă infrațiunea era consumată, iar apoi va face aplicarea dispozițiilor privind tentativa în raport cu pedeapsa.

## Regim juridic

### România
În România, tentativa este pedepsită într-un mod mai relaxat decât fapta consumată, pedepsele reducându-se la jumătate.